# Curtil-Saint-Seine
Curtil-Saint-Seine település Franciaországban, Côte-d’Or megyében. Lakosainak száma 113 fő (2022. január 1.). Curtil-Saint-Seine Vernot, Val-Suzon, Saussy és Francheville községekkel határos.

## Népesség
A település népességének változása:
| Lakosok száma | 37   | 82   | 104  | 84   | 99   | 115  | 117  | 117  | 116  | 113  |
|               | 1968 | 1982 | 1999 | 2006 | 2012 | 2015 | 2017 | 2018 | 2020 | 2022 |